# Lee Bo-lam
Lee Bo-lam (ur. 8 sierpnia 1988 w Gwangju w Korei Południowej) – południowokoreańska siatkarka, grająca jako środkowa. Obecnie występuje w drużynie Korea Highway Corp..